# Leubringhen
Leubringhen är en kommun i departementet Pas-de-Calais i regionen Hauts-de-France i norra Frankrike. Kommunen ligger i kantonen Marquise som tillhör arrondissementet Boulogne-sur-Mer. År 2022 hade Leubringhen 294 invånare.

## Befolkningsutveckling
Antalet invånare i kommunen Leubringhen
| Referens: INSEE |